# Resolució 6 del Consell de Seguretat de les Nacions Unides
La Resolució 6 del Consell de Seguretat de les Nacions Unides, aprovada per unanimitat el 17 de maig de 1946, va acordar que el Consell examinaria, durant una o diverses sessions que se celebrarien el següent mes d'agost, les sol·licituds d'ingrés a l'Organització rebudes pel Secretari General. També establia que les sol·licituds haurien de ser remeses a un comitè del Consell per a l'elaboració d'un informe, el qual hauria de ser presentat abans de l'1 d'agost de 1946.